# 2e cérémonie des Denver Film Critics Society Awards
La 2e cérémonie des Denver Film Critics Society Awards, décernés par la Denver Film Critics Society, a eu lieu le 28 janvier 2011, et a récompensé les films réalisés l'année précédente.

## Palmarès

### Meilleur film
- The Social Network
  - Black Swan
  - Blue Valentine
  - Le Discours d'un roi (The King's Speech)

### Meilleur réalisateur
- David Fincher pour The Social Network
  - Danny Boyle pour 127 heures (127 Hours)
  - Joel et Ethan Coen pour True Grit
  - Christopher Nolan pour Inception

### Meilleur acteur
- Colin Firth pour le rôle du roi George VI dans Le Discours d'un roi (The King's Speech)
  - Jeff Bridges pour le rôle du Marshal Reuben J. Cogburn dans True Grit
  - Jesse Eisenberg pour le rôle de Mark Zuckerberg dans The Social Network
  - James Franco pour le rôle d'Aron Ralston dans 127 heures (127 Hours)

### Meilleure actrice
- Natalie Portman pour le rôle de Nina dans Black Swan
  - Jennifer Lawrence pour le rôle de Ree Dolly dans Winter's Bone
  - Lesley Manville pour le rôle de Mary dans Another Year
  - Michelle Williams pour le rôle de Cindy dans Blue Valentine

### Meilleur acteur dans un second rôle
- Christian Bale pour le rôle de Dickie Eklund dans Fighter (The Fighter)
  - Matt Damon pour le rôle de LaBoeuf dans True Grit
  - Jeremy Renner pour le rôle de James Coughlin dans The Town
  - Geoffrey Rush pour le rôle de Lionel Logue dans Le Discours d'un roi (The King's Speech)

### Meilleure actrice dans un second rôle
- Melissa Leo pour le rôle d'Alice dans Fighter (The Fighter)
  - Amy Adams pour le rôle de Charlene Fleming dans Fighter (The Fighter)
  - Helena Bonham Carter pour le rôle de Elizabeth Bowes-Lyon dans Le Discours d'un roi (The King's Speech)
  - Jacki Weaver pour le rôle de Janine "Smurf" Cody dans Animal Kingdom

### Meilleur scénario original
- Inception – Christopher Nolan
  - Tout va bien, The Kids Are All Right (The Kids Are All Right) – Lisa Cholodenko et Stuart Blumberg
  - La Beauté du geste (Please Give) – Nicole Holofcener
  - Le Discours d'un roi (The King's Speech) – David Seidler

### Meilleur scénario adapté
- The Social Network – Aaron Sorkin
  - The Town – Ben Affleck, Peter Craig et Aaron Stockard
  - 127 heures (127 Hours) – Danny Boyle et Simon Beaufoy
  - True Grit – Joel et Ethan Coen

### Meilleure chanson originale
- "If I Rise", interprétée par A. R. Rahman et Dido – 127 heures (127 Hours)
  - "Shine", interprétée par John Legend – Waiting for "Superman"
  - "Me and Tennessee", interprétée par Chris Martin – Country Strong
  - "We Belong Together", interprétée par Randy Newman – Toy Story 3

### Meilleure musique originale
- Tron : L'Héritage (Tron: Legacy) – Daft Punk
  - Black Swan – Clint Mansell
  - The Social Network – Trent Reznor et Atticus Ross
  - True Grit – Carter Burwell

### Meilleur film en langue étrangère
- Mother (마더) •  Corée du Sud
  - Biutiful •  Mexique /  Espagne
  - Amore (Io sono l'Amore) •  Italie
  - White Material •  France

### Meilleur film d'animation
- Toy Story 3
  - Dragons (How To Train Your Dragon)
  - L'Illusionniste
  - Raiponce (Tangled)

### Meilleur film documentaire
- Faites le mur ! (Exit Through the Gift Shop)
  - Joan Rivers: A Piece of Work
  - Restrepo
  - Waiting for "Superman"

## Statistiques

### Nominations multiples

#### Films
5 : The Social Network, Le Discours d'un roi, True Grit
4 : 127 heures
3 : Fighter, Black Swan
2 : Inception, Toy Story 3, Waiting for Superman, Blue Valentine, The Town

#### Personnalités
2 : Christopher Nolan, Danny Boyle, Joel et Ethan Coen

### Récompenses multiples
Légende : Nombre de récompenses/Nombre de nominations

#### Films
3 / 5 : The Social Network
2 / 3 : Fighter

#### Personnalités
Aucune

### Le grand perdant
0 / 5 : True Grit